# Галкинский сельсовет (Курганская область)
Га́лкинский сельсовет — упразднённые административно-территориальная единица и муниципальное образование со статусом сельского поселения в составе Шумихинского района Курганской области в связи с преобразованием района в Шумихинский муниципальный округ.
Административный центр — село Галкино.

## История
В соответствии с Законом Курганской области от 6 июля 2004 года № 419 сельсовет наделён статусом сельского поселения.
Законом Курганской области от 27 июня 2018 года N 83, в состав Галкинского сельсовета было включено единственное село упразднённого Прошкинского сельсовета.

## Население
| 1989 | 2002  | 2010 | 2012 | 2013 | 2014 | 2015 |
| ---- | ----- | ---- | ---- | ---- | ---- | ---- |
| 1299 | ↘1016 | ↘689 | ↘624 | ↘595 | ↘568 | ↘539 |
| 2016 | 2017  | 2018 | 2019 | 2020 |      |      |
| ↘523 | ↘492  | ↘467 | ↗567 | ↘543 |      |      |

## Состав сельского поселения
| № | Населённый пункт | Тип населённого пункта       | Население |
| - | ---------------- | ---------------------------- | --------- |
| 1 | Галкино          | село, административный центр | ↘594      |
| 2 | Карасева         | деревня                      | ↘2        |
| 3 | Михайловка       | деревня                      | ↘93       |
| 4 | Прошкино         | село                         | ↘128      |